# Lijst van voetbalinterlands Spanje - Tsjechië
Deze lijst van voetbalinterlands is een overzicht van alle officiële voetbalwedstrijden tussen de nationale teams van Spanje en Tsjechië. De landen hebben tot op heden zeven keer tegen elkaar gespeeld. De eerste ontmoeting was een kwalificatiewedstrijd voor het Wereldkampioenschap voetbal 1998 en werd gespeeld op 9 oktober 1996 in Praag. De laatste confrontatie, een groepswedstrijd tijdens de UEFA Nations League 2022/23, was op 12 juni 2022 in Málaga.

## Wedstrijden
| № | Plaats     | Datum          | Competitie                  | Wedstrijd         | Uitslag |
| - | ---------- | -------------- | --------------------------- | ----------------- | ------- |
| 1 | Praag      | 9 oktober 1996 | WK 1998 kwalificatie        | Tsjechië − Spanje | 0 − 0   |
| 2 | Valladolid | 8 juni 1997    | WK 1998 kwalificatie        | Spanje − Tsjechië | 1 − 0   |
| 3 | Granada    | 25 maart 2011  | EK 2012 kwalificatie        | Spanje − Tsjechië | 2 − 1   |
| 4 | Praag      | 7 oktober 2011 | EK 2012 kwalificatie        | Tsjechië − Spanje | 0 − 2   |
| 5 | Toulouse   | 13 juni 2016   | EK 2016                     | Spanje − Tsjechië | 1 − 0   |
| 6 | Praag      | 5 juni 2022    | UEFA Nations League 2022/23 | Tsjechië − Spanje | 2 − 2   |
| 7 | Málaga     | 12 juni 2022   | UEFA Nations League 2022/23 | Spanje − Tsjechië | 2 − 0   |

## Samenvatting
| Competitie          | Totaal gespeeld | Winst Spanje | Gelijk | Winst Tsjechië | Doelsaldo Spanje – Tsjechië |
| ------------------- | --------------- | ------------ | ------ | -------------- | --------------------------- |
| WK-kwalificatie     | 2               | 1            | 1      | 0              | 1 − 0                       |
| EK-eindronde        | 1               | 1            | 0      | 0              | 1 − 0                       |
| EK-kwalificatie     | 2               | 2            | 0      | 0              | 4 − 1                       |
| UEFA Nations League | 2               | 1            | 1      | 0              | 4 − 2                       |
| Totaal              | 7               | 5            | 2      | 0              | 10 − 3                      |